# Stiftungseingangssteuergesetz
Nach dem Stiftungseingangssteuergesetz fällt für unentgeltliche Zuwendungen an eine österreichische Privatstiftung eine Eingangssteuer von 2,5 % der Zuwendung an. Begünstigungen des Erbschafts- und Schenkungssteuergesetzes (z. B. die Steuerbefreiung für todeswegige Übertragung von endbesteuertem Kapitalvermögen oder für Geld- und Sachzuwendungen an gemeinnützige Stiftungen) bleiben anwendbar. Unter bestimmten Voraussetzungen beträgt der Stiftungseingangssteuersatz jedoch 25 % (Strafsteuer). Dies ist zum Beispiel bei Zuwendungen an ausländische Stiftungen der Fall, wenn die Stiftung oder vergleichbare Vermögensmasse mit einer österreichischen Privatstiftung nicht vergleichbar ist, oder wenn nicht sämtliche Dokumente den heimischen Finanzbehörden offengelegt werden, oder wenn mit dem Ansässigkeitsstaat der Stiftung keine umfassende Amts- und Vollstreckungshilfe besteht. Das Vorliegen einer dieser drei Voraussetzungen genügt für die Anwendung des 25 %-Steuersatzes. Dieser höhere Steuersatz trifft damit insbesondere Stiftungen/Vermögensmassen außerhalb der EU, weil außerhalb der EU nur mit dem EWR-Staat Norwegen eine umfassende Amts- und Vollstreckungshilfe besteht (zu Liechtenstein siehe unten).

## Gesetzliche Grundlage
Als Ersatz für die aufgehobenen Bestimmungen aus dem österreichischen Erbschafts- und Schenkungssteuergesetz (zum 31. Juli 2008) wurde in Bezug auf Zuwendungen an Stiftungen und stiftungsähnliche Vermögensmassen eine „neue“ Eingangs- und Zuwendungsbesteuerung eingeführt.
Dies erfolgte durch das Bundesgesetz über ein Stiftungseingangssteuergesetz vom 30. März 2008 (BGBl. I Nr. 85/2008, StiftEG). Die bisherigen Steuersätze aus dem Erbschafts- und Schenkungssteuergesetz werden (für Stiftungen und ähnliche Vermögensmassen) teilweise beibehalten und in bestimmten Fällen wird eine „Sanktionssteuer“ erhoben.

## Anwendungsbereich

### Persönlicher Anwendungsbereich
Das Stiftungseingangssteuergesetz hat als persönlichen Anwendungsbereich sowohl den Zuwendenden (z. B. Stifter) als auch diejenigen erfasst, die das Vermögen direkt erwerben (z. B. die Stiftung). Nicht in den persönlichen Anwendungsbereich fallen die Begünstigten aus der Stiftung, da diese als Steuerschuldner der Stiftungseingangssteuer im Gesetzestext weder direkt noch indirekt erwähnt werden. Es wird somit vom persönlichen Anwendungsbereich des österreichischen Stiftungseingangssteuergesetz z. B. der österreichische (natürliche oder juristische) Stifter als auch jede nicht-österreichische Stiftung oder vergleichbare Vermögensmassen (z. B. privatrechtliche Anstalt, Einmann-Trust, geschlossener [qualifizierter] Fonds  etc.) vom österreichischen Stiftungseingangssteuergesetz betroffen.

### Sachlicher Anwendungsbereich
Der Vermögensübergang (sachlicher Anwendungsbereich) betrifft sowohl den Übergang von Todes wegen als auch „jede Art“ von unentgeltlicher Zuwendung unter Lebenden (z. B. Schenkung) an Privatstiftungen oder vergleichbare Vermögensmassen (§ 1 Abs. 1 iVm Abs. 3 StiftEG).

### Steuerschuld
Die Steuerschuld kann aus Gründen der territorialen Beschränkung des österreichischen Steuerrechts grundsätzlich nur die inländische (österreichische) Stiftung (Vermögensmasse) oder den inländischen (österreichischen) Stifter direkt treffen. Diese bzw. dieser übernimmt allerdings die vollständige Haftung für die Steuerschuld, wenn der Stifter oder die Stiftung (Vermögensmasse) den Wohnsitz, den gewöhnlichen Aufenthalt bzw. den Ort der Geschäftsleitung oder den Sitz nicht in Österreich hat.

### Berechnung und Anzeige
Dem österreichischen Stifter bzw. der Stiftung (Vermögensmasse) obliegt auch die ordnungsgemäße Anzeige der Schenkung (Erklärung der Steuerpflicht), die korrekte Selbstberechnung der Steuer und die zeitgerechte Entrichtung (§ 3 Abs. 1 und 2 StiftEG).

## Unionskonformität des Steuersatzes
Unter dem Gesichtspunkt der unionsrechtlich gebotenen Nicht-Diskriminierung wurden grundsätzlich hinsichtlich der Höhe des Eingangssteuersatzes als auch bei der Ertragsbesteuerung ausländische Privatstiftungen den österreichischen Privatstiftungen gleichgestellt.

## Anwendung auf liechtensteinische Stiftungen
Gemäß dem "Abkommen zwischen dem Fürstentum Liechtenstein und der Republik Österreich über die Zusammenarbeit im Bereich der Steuern" vom 29. Januar 2013, Art 33 ff, kann der Steuersatz für intransparente Vermögensstrukturen
- im Falle einer Offenlegung gemäß § 2 Abs. 1 Bst. b StiftEG[11] in der Regel 5 % (Art 33 Abkommen vom 29. Januar 2013);
- wenn keine Offenlegung gemäß Art 33 Abkommen vom 29. Januar 2013 erfolgt, 7,5 % oder auch 10 % betragen.

Im StiftEG wurden mit 1. Januar 2014 in § 2 zwei neue Bestimmungen (lit. c und d) eingeführt. Danach ist der erhöhte Steuersatz von 25 % auch dann anzuwenden, wenn
- die Stiftung oder vergleichbare Vermögensmasse nicht einer dem § 5 des Privatstiftungsgesetzes entsprechenden gesetzlichen Verpflichtung unterliegt, die Begünstigten mitzuteilen oder
- sie Stiftung oder vergleichbare Vermögensmasse nicht unter Vorlage der Stiftungsurkunde (Statut) in das Firmenbuch oder ein vergleichbares ausländisches öffentliches Register eingetragen ist.

Diese beiden Kriterien treffen auf eine Vielzahl von Stiftungen aus Liechtenstein zu, wodurch die Regelung zum ermäßigten Steuersatz im oben genannten Abkommen zwischen Liechtenstein und Österreich über die steuerliche Zusammenarbeit weitgehend obsolet sind.

## Kritik
Das Stiftungseingangssteuergesetz ist, wie das Schenkungsmeldegesetz, bereits vor dem Inkrafttreten in Österreich erheblich von der Praxis, der wissenschaftlichen Literatur und Lehre kritisiert worden und soll systembedenkliche Lücken und (rechtsdogmatisch sowie rechtsstaatlich unnötige) Verschärfungen im Vergleich zur bisherigen Rechtslage aufweisen und unter anderem dadurch erhebliche verfassungsrechtliche Probleme aufwerfen bzw. die verfassungsrechtlich bedenkliche Rechtslage aus dem Erbschafts- und Schenkungssteuergesetz forttragen. Nicht zuletzt bezieht sich die Kritik auch auf die, für den österreichischen Finanzplatz (nachteiligen) Änderungen der (steuer-)rechtlichen Ausgangslage, die gerade für Stiftungen nicht die Sicherheit und Kontinuität bietet, welche für den österreichischen Finanzplatz als erforderlich erachtet wird.

## Verfassungskonformität des StiftEG
Der österreichische Verfassungsgerichtshof (VfGH) hat in der Entscheidung G 150/10 vom 2. März 2011 festgestellt, dass gegen den Grundtatbestand der Stiftungseingangssteuer als solcher keine verfassungsrechtlichen Bedenken bestünden (Rz 2.3). Der VfGH hat ausgeführt, dass eine Steuer nach Art der Stiftungseingangssteuer – "jedenfalls bei der gegenwärtigen Ausgestaltung – im rechtspolitischen Gestaltungsspielraum des Gesetzgebers" liegt. Der VfGH ist dem Vorbringen der Beschwerdeführerin (einer österreichischen Privatstiftung), dass "gegen die Steuer als solche verfassungsrechtliche Bedenken bestünden" (Rz 2.2 f) und welche eine grundsätzliche Prüfung des StiftEG anregte, im Anlassfall (B1473/09) nicht gefolgt.
Hinsichtlich der Bewertung von Vermögen, welches der Stiftung zugewendet wird, hat der VfGH jedoch auf Außer-Kraft-treten des letzten Satzes von § 1 Abs. 5 StiftEG zum 31. Dezember 2011 erkannt.